# Elena Garro

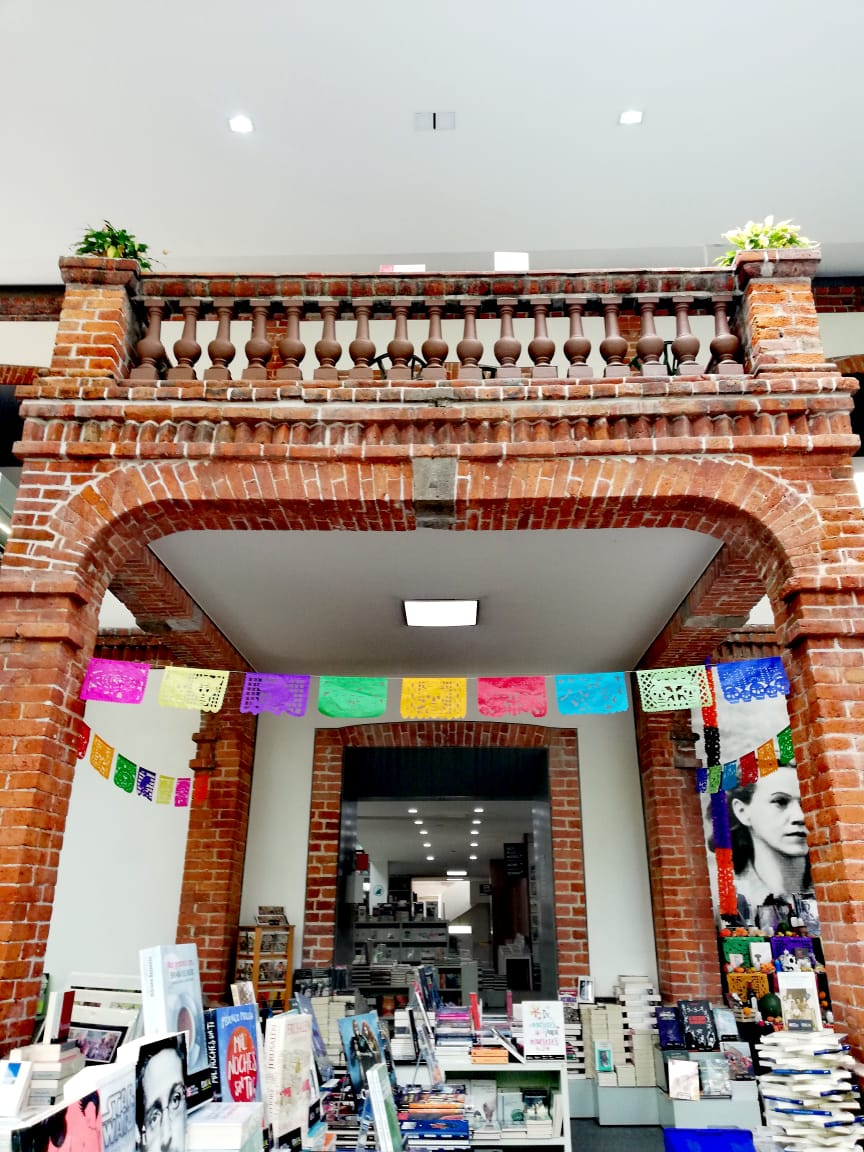
Centre Cultural Elena Garro, Mèxic. Inaugurat el 2012.

Elena Delfina Garro Navarro (Puebla, 11 de desembre de 1916 - Cuernavaca, Morelos, 22 d'agost de 1998), coneguda com Elena Garro, va ser una guionista, periodista, dramaturga, contista i novel·lista mexicana, comunament relacionada amb el realisme màgic o renovadora de la literatura fantàstica, encara que ella va rebutjar aquesta identificació per considerar-la una etiqueta mercantilista. Alguns crítics consideren que l'obra contista i novel·lística de Juan Rulfo i els tres primers llibres d'Elena Garro, Un hogar sólido (teatre, 1958), Los recuerdos del porvenir (novel·la, 1963) i La semana de colores (conte, 1964), inicien aquest moviment literari.
Malgrat ser gairebé desconeguda fora del seu país, Elena Garro va ser una de les figures més interessants de l'actual dramatúrgia mexicana. Participa plenament del concepte del teatre com a comunicació poètica, il·lògica i, més enllà de les diferències de tècniques i de continguts, també seria possible adscriure-la dins del moviment anomenat teatre de l'absurd.
No obstant això, la vigorosa varietat temàtica i tècnica de la seva labor, considerem que el teatre d'Elena Garro demostra una marcada preferència pel tema de les relacions entre diversos aspectes de la realitat i àdhuc entre diverses realitats. Els seus personatges oscil·len entre realitat i il·lusió, i aquest vaivé al·lucinat es reflecteix en el centellejant mirall d'il·lusions pel qual passen. Sovint a base d'elements folklòrics, construeix un món en el qual desapareixen les fronteres entre la realitat tal com la percebem diàriament; ens dona així un altre món, potser il·lusori, però per ventura també més real pel que fa a la veritat anímica de l'ésser humà.
Va estar casada amb el dramaturg, escriptor i poeta Octavio Paz, a qui va conèixer a la UNAM (1938-1959), i amb qui va tenir una filla, Laura Helena Paz Garro; se'n va divorciar el 1950.

## Biografia
Elena Garro va néixer a Puebla de Zaragoza l'11 de desembre de 1916. Filla de pare espanyol, de nom José Antonio Garro Melendreras, i de mare mexicana originària de Chihuahua, Esperanza Navarro. Va ser criada a Iguala, Guerrero, sent la tercera de cinc germans.

### Educació
En la seva adolescència, entre els 12 i 13 anys, va tornar a la Ciutat de Mèxic per cursar els estudis primaris i secundaris. Posteriorment, va estudiar la preparatòria en l'Antic Col·legi de Sant Idelfonso de la Universitat Nacional Autònoma de Mèxic. Més endavant va ingressar a la carrera Lletres Espanyoles de la mateixa universitat, però la va deixar inconclusa en casar-se.
Es va introduir en les disciplines de dansa, coreografia i teatre, va participar en el Teatre Universitari en l'obra Les Troyanas, dirigida per Julio Bracho, on va col·laborar amb Isabela Corona, Deva Garro i Rodolfo Landa. Va aparèixer en obres de Rodolfo Usigli i en el curt Humanitat (1933), d'Adolfo Best-Maugard. Temps després va fer estudis de postgrau a la Universitat de Califòrnia a Berkeley i a la Sorbona, França.

### Viatge a Espanya
Durant la Guerra Civil Espanyola (1936-1939) i a l'edat de 21 anys, Elena va viatjar a Espanya juntament amb Octavio Paz al II Congrés Internacional d'Escriptors per a la Defensa de la Cultura a València, al qual també van acudir José Mancisidor, Juan de la Cabada, José Chávez Morat, Silvestre Revoltes, Carlos Pellicer, María Luisa Vera i Susana Gamboa, de la Lliga d'Escriptors i Artistes Revolucionaris (LEAR).
El resultat d'aquest viatge va ser el relat de la seva experiència a Memorias de España 1937, publicat el 1992, on descriu de forma crítica i sensible les personalitats i actituds dels intel·lectuals assistents.

### Desenvolupament de la seva obra
La literatura de Garro "exigeix el pensament flexible del lector per la presència de temes feministes així com un lector capaç d'entendre la dessacralització de la violència revolucionària".
Dins de la seva carrera literària les seves obres es poden bifurcar de forma cronològica: la primera correspon a un volum d'obres de teatre d'un sol acte, catalogades d'excel·lents per la crítica, que són estudiades i posades en escena reiteradament; la seva gran novel·la Los Recuerdos del Porvenir (1963), i un llibre de contes, La Semana de Colores (1964). Tres anys més tard, Felipe Ángeles, una peça teatral.
La seva obra va ser interrompuda per un silenci de més de deu anys a causa del seu autoexili a Europa, derivat de les suposades acusacions, per part de l'escriptora, a intel·lectuals com a instigadors, durant el Moviment Estudiantil de 1968. Arran d'això, les suposades publicacions en la premsa li van provocar un rebuig de la comunitat intel·lectual mexicana d'aquest temps, la qual cosa la va portar al autoexili als Estats Units i després a França durant vint anys. No obstant això, la seva postura durant aquest període no va ser prou definida.
Va desenvolupar la segona etapa de la seva labor literària després del seu retorn a la Ciutat de Mèxic, de 1973 a 1992, quan va escriure, entre altres:
- Reencuentro de Personajes (1982), i

- Memorias de España 1937 (1992).

#### Temes de la seva obra
Elena Garro va tractar, dins dels seus relats, temes que trastocaven la societat mexicana de l'època, com la marginació de la dona, la llibertat femenina i la llibertat política a Felipe Ángeles. La seva figura literària s'ha considerat com un símbol llibertari.
Durant la seva carrera literària, se la va catalogar com a precursora del realisme màgic, terme que va menysprear perquè considerava que «era una etiqueta mercantilista que la molestava, perquè deia que el realisme màgic era l'essència de la cosmovisió indígena, per tant no hi havia res de nou en això», explicava la seva biògrafa Patrícia Roses Lopátegui.

### Altres consideracions

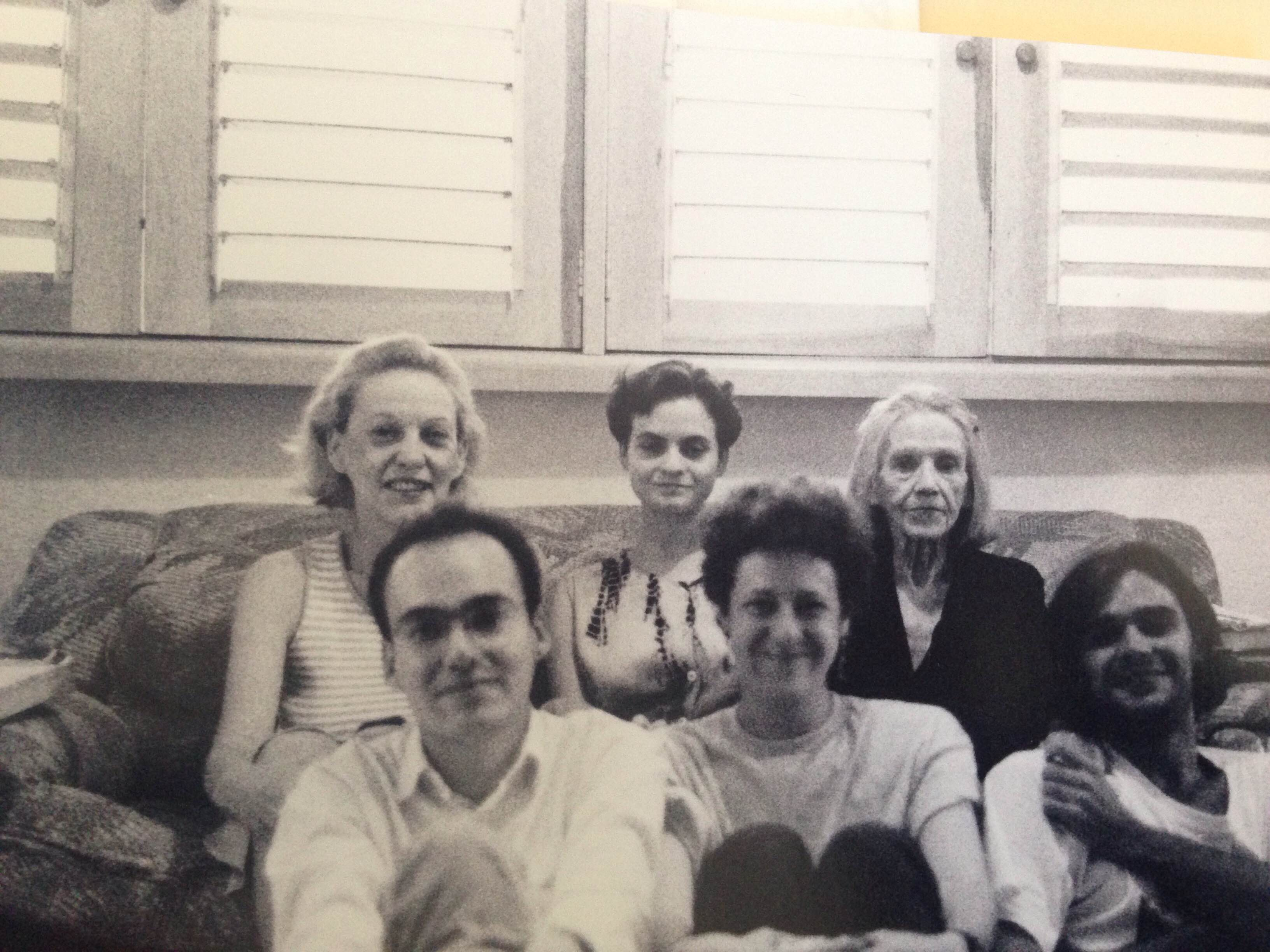
Elena Garro i Helena Paz Garro durant la filmació del documental "La quarta casa, un retrat d'Elena Garro", de José Antonio Xai "Pepe Lamb", a Cuernavaca, Morelos.

L'ombra de Octavio Paz era molt allargada i Elena Garro no va tenir durant la seva vida el reconeixement que es mereixia. Alguns crítics la consideren la segona escriptora mexicana més important, després de Sor Juana Inés de la Creu.
Jorge Luis Borges, Silvina Ocampo i Adolfo Bioy Casares van publicar el 1967, en la seva segona edició de l'Antología de la literatura fantástica, una breu obra de teatre de l'escriptora: Un hogar sólido.
Molts autors assenyalen la seva novel·la Los recuerdos del porvenir (1963), escrita quatre anys abans que Cien años de soledad, com l'inici del realisme màgic.
El crític mexicà Sergio Callao ha assenyalat les similituds entre les protagonistes de la seva novel·la Los recuerdos del porvenir i la de Pedro Páramo, de Juan Rulfo; en totes dues hi ha una denúncia del caciquisme i dels comptes pendents de la revolució en el medi rural.

## Periodista
Elena Garro comença a publicar com a periodista l'any de 1941, a la revista Así, els seus primers treballs en aquesta publicació van ser les entrevistes: "De estrella a mujer de hogar. Lolita González de Reachi habla del matrimonio y de la felicidad", "Frida Kahlo pintada por sí misma. De dinamitera a pintora, de la Preparatoria a la celebridad" i "Isabella Coronat, actriz".

## Premis
- Premi Xavier Villaurrutia (1963), per Los recuerdos del porvenir.[10]
- Premi Grijalbo (1981), per Testimonios sobre Mariana.[11]
- Premio Bellas Artes de Narrativa Colima per Obra Publicada 1996
- Premi Sor Juana Inés de la Cruz (1996).

## Obra

### Novel·la
- Los recuerdos del porvenir, México, Joaquín Mortiz, 1963.
- Andamos huyendo Lola, México, Joaquín Mortiz, 1980.
- Testimonios sobre Mariana, México, Grijalbo, 1981. ISBN 968-419-182-0
- Reencuentro de personajes, México, Grijalbo, 1982, ISBN 968-419-220-7

- La casa junto al río. México, Grijalbo, 1983, ISBN 968-419-217-7
- Y Matarazo no llamó..., México, Grijalbo, 1991. ISBN 970-05-0040-3
- Inés. México, Grijalbo, 1995, ISBN 970-05-0616-9
- Busca mi esquela & Primer amor. 2. ed. Monterrey, Edicionees Castillo, 1998. (Col·lecció Más allá; 14) ISBN 968-7415-36-3
- Un traje rojo para un duelo. Monterrey, Ediciones Castillo, 1996, ISBN 968-7415-51-7
- Un corazón en un bote de basura, México, Joaquín Mortiz, 1996, ISBN 968-27-0672-6
- Mi hermanita Magdalena, Monterrey, Ediciones Castillo, 1998. ISBN 970-20-0062-9

### Conte
- "El árbol o fragmento de un diario", México en la cultura (Suplemento de Novedades), 22 de juny de 1958, pàg. 2 i 4.
- "Perfecto Luna", Revista de la Universidad de México, Agost de 1958, pàg. 7-9.
- "El día que fuimos perros", Revista de la Universidad de México XVII, desembre de 1962, pàg. 22-23.
- "Nuestras vidas son los ríos", La palabra y el hombre Núm. 25, gener-març de 1963, pàg. 123-130.
- "La culpa es de los tlaxcaltecas", Revista mexicana de literatura Núm. 3-4, març-abril de 1964, pàg. 12-28.
- "La culpa es de los tlaxcaltecas", La palabra y el hombre Núm. 30, abril-juny de 1964, pàg. 269-283.
- "El duende", Revista de la Universidad de México, Núm. 8, Abril de 1964, pàg. 21-23.
- "El zapaterito de Guanajuato", Cuadernos de Bellas Artes Núm. 5, maig de 1964, pàg. 11-20.
- "¿Qué hora es?", Diálogos 1, novembre-desembre de 1964, pàg. 18-23.
- "Era Mercurio", Coatl 4, hivern 1965-1966, s.p.
- "El zapaterito de Guanajuato", Sur 312, maig-juny de 1968, pàg. 37-46.
- El accidente y otros cuentos inéditos. Seix Barral, Biblioteca breve. Primera edició, 1977. Conté tres contes: Invitación al campo, Luna de miel y El accidente. Se n'han fet dues reimpressions.[12]

### Teatre
- "Un hogar sólido", Mañana. La revista de México, 3 d'agost de 1957, pàg. 36-41. Aquest mateix any també es va publicar a Sur, 251, març-abril de 1958, pàg. 30-39.
- "El rey mago", Revista de la Universidad de México, 7, març de 1958, pàg. 1-2 i 8-9.
- "La mudanza", La palabra y el hombre,10, abril-juny de 1959, pàg. 263-274.
- "La señora en su balcón", La palabra y el hombre, 11, juliol-setembre de 1959, pàg. 435-444; Tercera antología de obras en un acto (Wilberto Cantón, Elena Garro, Carlos Solórzano y Rodolfo Usigli), México, Col·lecció teatro mexicano, 1960, pàg. 25-40 i a Plaza i Valdés-CONACULTA, Col·lecció teatro breve, México, 1994, 55 pàg. ISBN 968-856-379-X. Aquesta obra va ser utilitzada per Luis Sandi per a una òpera.
- "El árbol", Revista mexicana de literatura, 3-4, març-abril de 1963, pp. 10-31 i El árbol, México, Col·lecció Teatro de bolsillo, vol. XVIII, 1967.
- "La dama boba", Revista de la Escuela de Arte Teatral, 6, 1963, pàg. 77-126.
- "Los perros", Revista de la Universidad de México, març de 1965, pàg. 20-23.
- "Felipe Ángeles", Revista Coatl, 8, otoño de 1967. L'obra de teatre ocupa la totalitat d'aquest número de la revista.
- "Benito Fernández", Casa del tiempo, 6, febrer de 1981, pàg. 5-19.
- "El rastro", Tramoya, 21-22, setembre-desembre de 1981, pàg. 55-67.
- "Parada San Ángel", Tramoya, 84, juliol-setembre de 2005, pàg. 5-41

- "Sócrates y los gatos" Obras reunidas, FCE, México, 2009, pàg. 424

### Testimoniatge
- Memorias de España 1937. México, Siglo XXI, 1992. ISBN 968-23-1827-0

### Reportatge
- Revolucionarios mexicanos. México, Seix Barral, 1997. ISBN 968-6941-29-0
- Mujeres perdidas.Reformatorio de señoritas* (1941)